# 大阪個室ビデオ店放火事件
大阪個室ビデオ店放火事件（おおさかこしつビデオてんほうかじけん）は、2008年（平成20年）10月1日に大阪府大阪市浪速区難波中の個室ビデオ店で発生し、16人が死亡した放火事件である。
被疑者となった男Oは2014年（平成26年）に死刑が確定したが、冤罪を主張しており、日本弁護士連合会の支援対象事件になっている。

## 概要
2008年（平成20年）10月1日午前3時ごろ、大阪市浪速区難波中3丁目の、南海電気鉄道難波駅前商店街の一角にあった、7階建て雑居ビル1階の個室ビデオ店「試写室キャッツなんば店」から出火し、約1時間40分後に鎮火した。同店には32室の個室があり、出火当時26人の客と3人の店員がいたが、15人が一酸化炭素中毒で死亡し、10人が重軽傷を負った。なお、10月14日朝には意識不明の重体だった男性客が入院先の病院で死亡し、事件による死者は計16人となっている。また、2日夜までに男性12人の身元が確認されたが、3人については身分証明証の類を所持していなかったこともあって確認が難航し、最後の1人の身元が判明したのは24日になってからだった。
当初はタバコによる失火とも見られていたが、同日午後になって火元の個室を使用していた東大阪市在住の当時46歳の男Oが立ち会った警察官に犯行をほのめかす供述をしたため現住建造物等放火などの容疑で逮捕された。Oは、高校卒業後トラック配達助手を経て電機メーカーの松下電器産業（現・パナソニック）にライン工として入社。妻子がいたものの離婚しその後、松下電器産業の早期希望退職者の募集に応じ退職した後、タクシードライバーをするなどしていたが逮捕時は無職で定職もなく、2008年春頃から月12万円ほどの生活保護を受けていた。また、事件のあとに消費者金融から多額の借金があることも判明した。
大阪地裁での第一審の判決文によれば、Oは数日前に知り合った占い師の男性に連れられて、同日午前1時半ごろに個室ビデオ店に来店した。そこで「個室ビデオ店の部屋が狭いと感じたこと、トイレで大便をきばる声が聞こえたこと、他の部屋から男性のもだえ声が聞こえてきたことをきっかけに、「こんなやつらと同類か」「自分の人生とは何なのか」と思うようになり、生きていくのが嫌になった。その結果、他人を巻き込んでも構わないと思いつつライターで店内のティッシュペーパーに火を付け、持ってきたキャリーバッグの荷物（占い師の男性のもので新聞紙や衣服が入っていた）などに燃え移らせた」という旨の供述をしていることが明らかにされており、この火がソファーなどに燃え移って延焼したと見られている。
事件が起きた日は偶然にも、個室ビデオ店舗などにも自動火災報知器の設置を義務付ける改正消防法の施行当日であり、この事件を受けて全国で個室ビデオやカラオケボックスなどに対する緊急の立ち入り調査が行われた。その結果、多くの店舗で報知器や消火器の未設置など、消防法違反や防火体制の不備が確認されたことが報じられている。

## 刑事裁判
10月22日、大阪地方検察庁はOを殺人、殺人未遂、現住建造物等放火の罪で起訴した。戦後日本において起訴された事件で一人の人間が一日で犯した殺人による死者16人は当時過去最多の人数であった。

### 第一審・大阪地裁
2009年（平成21年）9月14日に大阪地方裁判所でOの初公判（秋山敬裁判長）が行われ、被告人として法廷に立たされたOは公判では供述を一転させ「火は付けていない」「自分のタバコによる失火だと思い認めてしまった」と無罪を主張したが、2009年12月2日の判決公判で大阪地方裁判所は、大阪地方検察庁の求刑通り死刑判決を言い渡した。弁護側は判決を不服として、大阪高等裁判所に即日控訴した。

### 控訴審・大阪高裁
2010年（平成22年）11月30日、大阪高等裁判所で控訴審の初公判（的場純男裁判長）が行われ、弁護側が「自白は警察官から怒られて怖くなったため」などとして自白調書に任意性や信用性はないと述べるとともに「火元は被告が使っていたのとは別の部屋」として無罪を主張した。2011年（平成23年）7月26日、大阪高裁は弁護側の控訴を棄却、第一審の死刑判決を支持した。弁護側は判決を不服として最高裁判所に上告した。

### 上告審・最高裁第一小法廷
2014年（平成26年）3月6日、最高裁判所第一小法廷（横田尤孝裁判長）は被告人Oの上告を棄却する判決を言い渡したため、被告人Oの死刑が確定した。

## 死刑囚の現在
死刑囚Oは2018年（平成30年）10月1日時点で大阪拘置所に収監されている。

### 再審請求
死刑囚Oの弁護団は2014年5月に大阪地裁へ再審請求を行い、死刑囚Oは2014年9月に日本弁護士連合会（日弁連）へ本事件の再審請求支援を求めた。
弁護団はこの時、新証拠として個室ビデオ店の20分の1の模型を用いた燃焼実験の鑑定結果などを提出し「最初に出火したのは事件当時Oが利用していた18号室ではなく9号室だと推定される。18号室の出火はテレビなどの発熱による発火が原因である可能性がある」と主張したが、大阪地方裁判所は2016年（平成28年）3月に「2ヶ所からの出火は、経験則上も大きな疑問を抱かざるを得ない。鑑定書は大阪府警察の分析を覆す根拠とならない」と再審請求棄却を決定した。
この決定を不服として、弁護団は大阪高裁に即時抗告したが、2018年10月に即時抗告棄却決定がなされたため、最高裁へ特別抗告し、2019年（令和元年）6月24日には、死刑囚Oからの要請を受けて本事件を「冤罪の可能性が高い」と判断した日本弁護士連合会が、本事件の再審請求を支援することを発表した。
2019年7月17日付で、最高裁第三小法廷（宮崎裕子裁判長）は死刑囚Oからの特別抗告を棄却する決定を出したため、再審請求棄却決定が確定した。

### 第2次再審請求
同年11月、第2次再審請求が行われ、2021年（令和3年）1月12日までに弁護団が火元が異なる可能性を示す燃焼実験の結果を大阪地裁に提出した。

## 指摘される問題点
この火災については、次のような問題点が指摘されている。
- 火災に際して、店員による消火活動や避難誘導などの応急活動が適切に行われなかった[24]。
- 個室エリアへの出入り口が一ヶ所しかなかった。実際に火元から奥の部屋に被害者が集中している[25][注 2]。
- 窓や排煙設備がなく、各個室での非常用照明もなく、通路壁の一部に難燃建材の使用がなかった。３点とも建築基準法に違反していた[26]。
- 個室が狭く密集している。通路も狭く複雑である[24]。
- 利用客が仮眠やヘッドホン使用で火災に気づきにくい状況だった[24]。
- 事件発生時、火災報知器のベルは一旦は鳴ったが、同ビルの防火管理者でもあった管理人がタバコの煙による誤作動と思い込んでベルを止めたことが判明している[27]。

しかし、これらの問題点について大阪府警は2009年9月30日、店やビル管理会社について業務上過失致死傷罪での立件を断念し、一連の事件の捜査を終結した。窓や排煙設備などが備え付けられていたとしても、被害状況は変わらないことがその理由とされた。
なお、火災現場のビルはその後取り壊され、コインパーキングになっている。

## 支援
- 2019年6月20日 日本弁護士連合会（日弁連）が再審支援を決定する[29]。